# Dheisheh
El campament de Dheisheh o Duheisha (àrab: مخيم الدهيشة, muẖayyam ad-Duhayxa) és un camp de refugiats palestins situat al sud de Betlem, a Cisjordània. Dheisheh fou edificat l'any 1949 en un terreny de 0.33 km² llogat al govern jordà. El camp havia de servir de refugi provisional per a uns 3.000 refugiats palestins de 45 pobles de Jerusalem occidental i de la zona oest d'Hebron, que havien fugit o havien estat expulsats de les seves llars durant la guerra araboisraeliana de 1948.

## Història
La negativa àrab el 29 de novembre de 1947, en acceptar la resolució 181 de l'Assemblea General de les Nacions Unides que establia la divisió de l'antic Mandat Britànic de Palestina en dos estats, un d'àrab (Palestina) i un de jueu (Israel), va desembocar en la guerra araboisraeliana de 1948. Abans i durant aquesta guerra, centenars de milers de palestins van ser expulsats o van fugir per l'avanç de les tropes israelianes en el que es va conèixer com la Nakba. Després de l'armistici de 1949, Israel no va permetre a aquests refugiats palestins tornar a les seves llars, de manera que les Nacions Unides van crear campaments de refugiats per a ells a Jordània, Síria i el Líban, així com a Cisjordània que va quedar sota ocupació militar jordana, i la Franja de Gaza ocupada per Egipte, fins que es trobés una solució permanent.
El campament de Dheisheh va ser establert el 1949 en un terreny de 310 dúnams per tal de donar aixopluc als refugiats palestins que van ser expulsats o van fugir de les seves cases i terres de 45 llogarets de l'oest de les ciutats de Jerusalem i Hebron. Cap a finals dels anys cinquanta, l'Agència de les Nacions Unides per als Refugiats de Palestina al Pròxim Orient (UNRWA) va començar a construir habitatges unifamiliars molt senzills, d'una sola habitació de 10 metres quadrats, amb murs de 10 cm de gruix i 2,45 m d'alçada, sostre d'acer i terra de formigó. Els refugiats van començar a construir les seves pròpies cases per evitar viure en aquestes que se'ls hi van oferir.
Des de la Guerra dels Sis Dies el 1967, el campament de Dheisheh i la resta de Cisjordània han estat sota ocupació israeliana. Durant els anys que van transcórrer entre l'inici de l'ocupació israeliana el 1967 i el traspàs del campament a l'Autoritat Nacional Palestina el 1995, Dheisheh va estar sota toc de queda una mitjana de 3,5 dies al mes, de vegades fins a 84 dies consecutius. Després de la reestructuració administrativa sorgida en els Acords d'Oslo, el campament va quedar en l'anomenada Àrea A, de ple control tant polític com militar palestí, tot i que l'exèrcit israelià no ha deixat de fer-ne incursions.
Poc abans de la Primera Intifada, el 9 de juny de 1987 d'entre 70 i 100 colons jueus van atacar el campament destrossant cases i cotxes i atacant als seus residents, que van acusar l'exèrcit israelià de no actuar en la seva defensa. Durant la Primera Intifada, l'exèrcit israelià va aixecar una reixa de filferro de sis metres d'alt al voltant del campament, tancant tretze de les catorze entrades de què disposava, i va instaurar un torn d'accés a l'única entrada oberta. Aquesta tanca va ser retirada i el torn no està funcionant avui dia, tot i que encara es pot veure a l'entrada del campament.